# Jaime Cortezo Velázquez-Duro
Jaime Cortezo Velázquez-Duro (Cabueñes, Gijón, 28 de agosto de 1921-Madrid, 13 de noviembre de 1991) fue un doctor en Derecho, abogado, jurista y político español. Veterano militante antifranquista, se definía a sí mismo como "demócrata cristiano de pura cepa". Durante los años del segundo franquismo, era considerado como "el abogado liberal más famoso de España".

## Formación
Cursó el Bachillerato en el Instituto Provincial de Segunda Enseñanza Alfonso X El Sabio de Murcia.

## Actividad política
En 1958 fundó la organización Izquierda Demócrata Cristiana, que posteriormente se denominó Izquierda Democrática, de la que fue secretario general bajo la presidencia de Joaquín Ruiz Giménez hasta 1977. En ese año ingresó en Unión de Centro Democrático, a través del Partido Popular Demócrata Cristiano que encabezaba Fernando Álvarez de Miranda. 
En 1973 se integró en el Grupo Tácito, siendo coautor de los artículos publicados por dicho grupo en el diario Ya en pro del establecimiento de una democracia representativa en España.
En 1979 fue elegido concejal por UCD en el Ayuntamiento de Madrid, cargo que ocupó fugazmente hasta septiembre de 1980, debido a su incorporación como vocal al Consejo General del Poder Judicial. 
Como consecuencia de su militancia antifranquista, Jaime Cortezo fue víctima de detenciones, agresiones y atentados. El 26 de noviembre de 1974 fue secuestrado y apaleado por un grupo de ultraderechistas en la calle Segre, de Madrid. El 6 de noviembre de 1975 sufrió un atentado ejecutado por un comando de ultraderecha contra un grupo de abogados que realizaban una rueda de prensa, entre los que se encontraba el presidente de la Junta Democrática de España Antonio García-Trevijano.

## Trayectoria profesional
En 1965 Jaime Cortezo fue, junto con Mariano Robles Romero-Robledo, abogado defensor de la familia del general portugués Humberto Delgado, célebre opositor a la dictadura salazarista que fue secuestrado, asesinado y enterrado en cal viva en España a manos de la policía política portuguesa.
Intervino en numerosas ocasiones ante el Tribunal de Orden Público y la jurisdicción militar como abogado defensor de militantes antifranquistas. Entre los casos que hizo frente destaca la defensa de Lola Canales, joven estudiante detenida en 1968 tras su participación en una manifestación estudiantil contra la dictadura, que se convirtió en la primera mujer juzgada en un Consejo de Guerra Sumarísimo tras la Guerra Civil. Asimismo, fue abogado de Luis Andrés Edo y otros cuatro anarquistas pertenecientes al Grupo Primero de Mayo, que el 24 de octubre de 1966 fueron detenidos en Madrid por la Brigada Político-Social, acusados de organizar la Operación Durruti, un plan de secuestro del embajador de Estados Unidos en España, Angler Biddle Duke, del contraalmirante Norman Campbell Gillette, Jr., comandante de las fuerzas militares estadounidenses en España, y del ex dictador argentino Juan Domingo Perón, exiliado en España desde 1955.  El fin del secuestro era denunciar la presencia militar estadounidense en España, protestar contra las bombas de Palomares y pedir la libertad de los presos políticos.
En septiembre de 1980 fue nombrado vocal al primer Consejo General del Poder Judicial, bajo la presidencia de Carlos Sainz de Robles. En 1985 abandonó el CGPJ y pasó a ejercer como abogado en su bufete de la calle de Félix Boix, en las inmediaciones de la plaza de Castilla, en Madrid. En ese mismo año se le otorgó la Cruz de Honor de la Orden de San Raimundo de Peñafort por sus méritos jurídicos.

## Igualdad jurídica de la mujer
Jaime Cortezo siempre se interesó por la igualdad jurídica entre varones y mujeres. Su tesis doctoral versó sobre esta cuestión y en 1975 publicó el libro titulado Situación jurídica de la mujer casada. A comienzos de 1978 fue nombrado vicepresidente primero del Patronato de Protección a la Mujer, perteneciente al Ministerio de Justicia. Desde su cargo se dedicó a combatir la prostitución de mujeres jóvenes. Asimismo, promovió la modernización del Patronato y su sustitución por el Instituto para la Promoción de la Mujer, con el fin de derogar la desfasada legislación de 1952 por la que se regía el Patronato. Esta propuesta planteaba la creación de una institución renovada con objetivos acordes a la época, entre los que se incluían "estudiar todas las normas jurídicas discriminatorias por razón de sexo y proponer al Ministerio de Justicia otras igualitarias, o también, observar las discriminaciones que las empresas o personas practiquen contra la mujer".

## Asesinato
Jaime Cortezo falleció a los 70 años de edad en trágicas circunstancias. Su cadáver fue hallado el 13 de noviembre de 1991 en el maletero de su coche, un Saab 9000, de color gris y matrícula M-1230-JX, aparcado en la calle de Mateo Inurria de Madrid, donde fue descubierto casualmente por su hija, Cristina Cortezo, y el novio de ésta, tras haber denunciado la familia su desaparición. El cuerpo apareció maniatado con un cordel y degollado a causa de tres navajazos en el cuello. 
En un primer momento, los inspectores de la Brigada Provincial de Información no movieron el cadáver del maletero por temor a que al hacerlo pudiera activarse un artefacto explosivo oculto. Esta posibilidad se descartó tras efectuarse un rastreó con perros especializados en detección de bombas, que no dieron muestras de excitación, por lo que el juez de guardia ordenó el levantamiento del cadáver. 
El asesinato finalmente se achacó a delincuentes comunes, aunque el caso quedó sin resolver y fue archivado un año después.
Cortezo estaba casado con Mercedes Albert García-Prieto y era padre de nueve hijos.

## Obras
Cortezo Velázquez-Duro, Jaime. Situación jurídica de la mujer casada. Madrid: Montecorvo. 1975. ISBN  9788471110916
Cortezo Velázquez-Duro, Jaime. La no discriminación laboral por el sexo en la Comunidad Económica Europea. Revista de Trabajo, n.º 70, 1983, págs. 33-49. ISSN 0034-897X.
Cortezo Velázquez-Duro, Jaime. El desarrollo económico y la integración europea. Anales de la Real Academia de Ciencias Morales y Políticas, n.º 41, 1965, págs. 351-446. ISSN 0210-4121.